# Corps des fusiliers marins de la république de Chine
Le corps de fusiliers marins de la république de Chine (中華民國海軍陸戰隊; pinyin:Zhōnghuá Mínguó Hǎijūn Lùzhàndùi) est le bras amphibie de la Marine de la république de Chine, nom officiel de Taïwan.
Le corps est chargé du combat amphibie, d'opérations de contre-débarquement et de renfort sur l'île de Taïwan proprement dite et les îles Kinmen, Wuchiu (Wuqiu, Kinmen) et Matsu, ainsi que de la défense des installations de la marine. Elle agit également comme force de réaction rapide et réserve stratégique.

## Organisation
Commandement : Le commandement du corps de fusiliers marins est subordonné aux quartiers généraux de la marine, à l'état-major général, au ministère de la défense et au président de la république de Chine.
Le corps est composé de [Quand ?]:
- 3 brigades (anciennement divisions)
  - 66e brigade marine
  - 77e brigade marine
  - 99e brigade marine
- Plusieurs groupes :
  - Groupe amphibie blindé
  - Groupe de reconnaissance amphibie (plus de la moitié des 600 membres de ce bataillon sont des aborigènes taiwanais)
  - Groupe de logistique de plage
  - Groupe de communication, information et guerre électronique
  - Commandement de la garnison de Wuchiu
  - Bataillon du quartier général du corps

## Histoire
Le corps de fusiliers marins a été formé en décembre 1914 à partir de l'ancien corps de sentinelle de la marine.
En 2004, la république de Chine (Taïwan) a redéployé une brigade près de Taipei pour se défendre contre une frappe possible de la république populaire de Chine.
La devise du corps des fusiliers marins de la république de Chine est 永遠忠誠 ("toujours fidèle"), choisi d'après la devise des marines des États-Unis "Semper Fidelis".